# Antonio Ambrogio Alciati
Antonio Ambrogio Alciati (Vercelli, 5 settembre 1878 – Milano, 7 marzo 1929) è stato un pittore italiano.

## Biografia
Dopo i primi studi all'Istituto di Belle Arti di Vercelli, nel 1887 si trasferisce a Milano dove frequenta l'Accademia di Belle Arti di Brera sotto Vespasiano Bignami e Cesare Tallone, succedendogli nel 1920 alla cattedra di figura.
Si affermò, soprattutto come ritrattista, rivelando influenze di Tranquillo Cremona per l'impasto dei colori e di Giovanni Boldini per la frivolezza e la vaporosità di alcune figure femminili (Galleria d'Arte Moderna di Milano e di Roma). Numerose sue opere restano in collezioni private come il suo ritratto di Javotte Bocconi Manca di Villahermosa realizzato nel 1917, oggi conservato presso l'Università Bocconi.
Fu anche autore di affreschi nella villa Pirotta di Brunate (Como) e in alcune chiese lombarde.
Fra i suoi allievi più conosciuti si possono citare: Cristoforo De Amicis, Angelo Del Bon, Francesco De Rocchi, Virginio Ghiringhelli, Umberto Lilloni, Gino Meloni, Giuseppe Novello, Adriano Spilimbergo, Guido Tallone, Gianfilippo Usellini, senza dimenticare Ezio Moioli.
Fu iniziato in Massoneria il primo settembre 1914 nella Loggia Galileo Ferraris di Vercelli, appartenente al Grande Oriente d'Italia; divenne Maestro il 21 novembre 1922.
Riposa al Rialzato AB di Ponente del Cimitero Monumentale di Milano, nella tomba 145.

## Nei musei
- MAGI '900 di Pieve di Cento (BO)
- Museo Francesco Borgogna di Vercelli (VC) [6]

## Galleria d'immagini

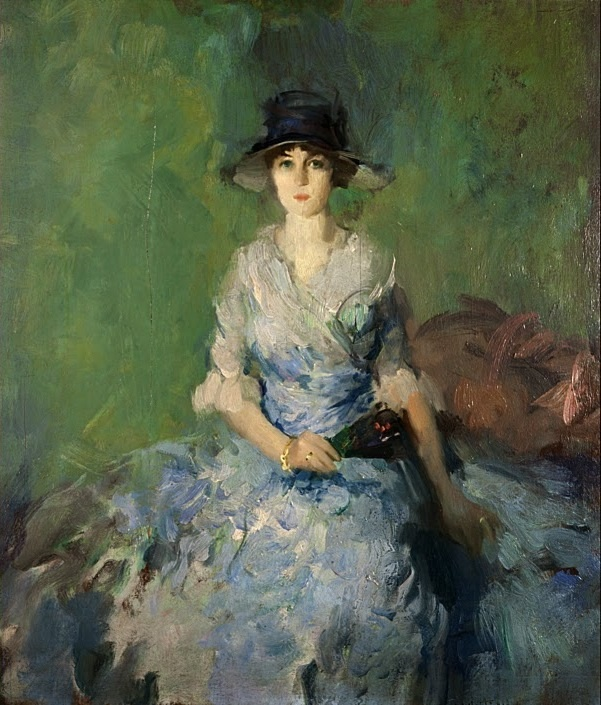
Ritratto di Signora
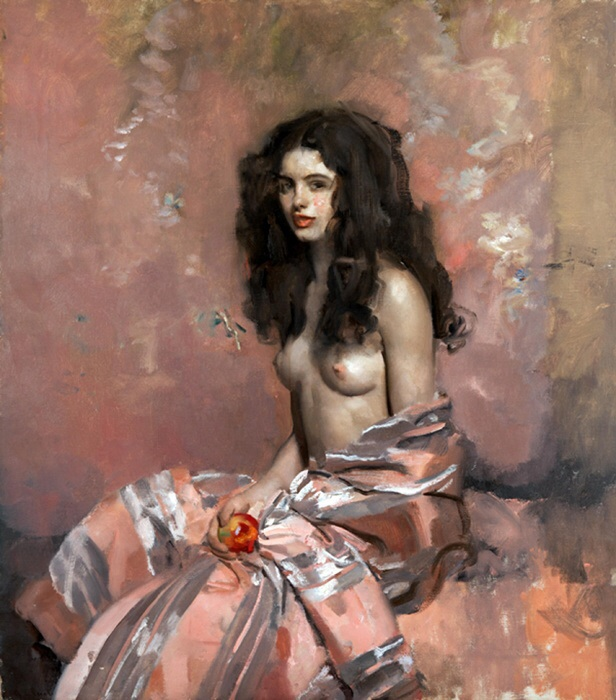
La modella con la mela (1928)
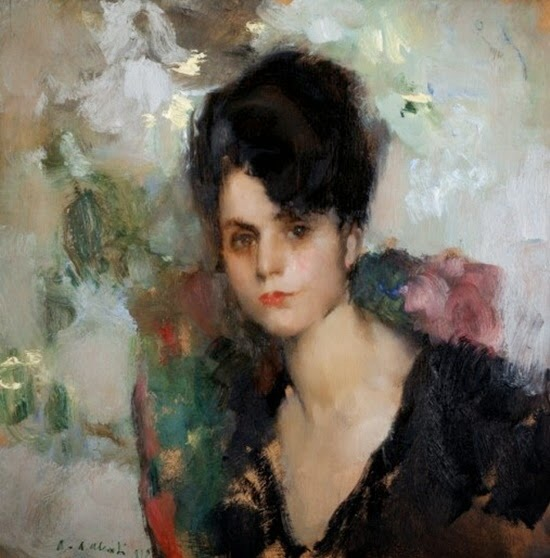
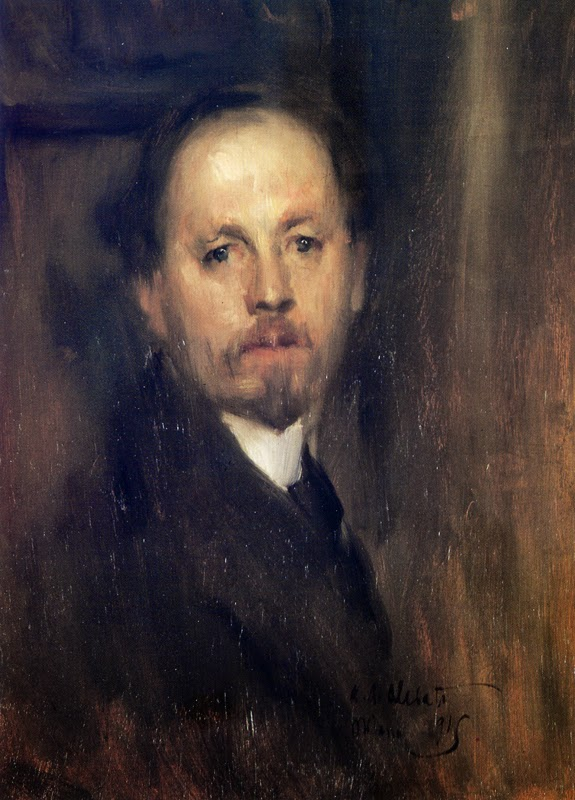
Autoritratto (1900)
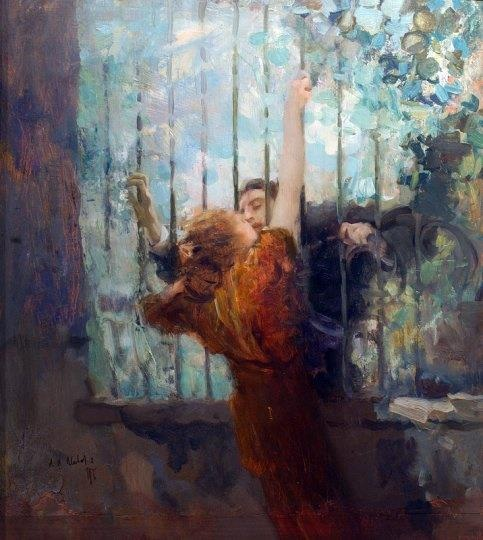
Il convegno (1918)